# 克氏標燈魚
克氏標燈魚（学名：Symbolophorus kreffti）为輻鰭魚綱燈籠魚目灯笼鱼科的其中一種。分布於東大西洋30°W以東，20° N之間的海域，為深海魚類，棲息深度可達150公尺，體長可達11.2公分。

## 扩展阅读
維基物種上的相關：克氏標燈鱼